# جشمة سبز بايين (كوه بنج)
جشمة سبز بايين (بالفارسية: چشمه سبز پایین) هي قرية تقع في إيران في البلدة المركزية. يقدر عدد سكانها بـ 118 نسمة .